# シャルル・ゴーディショー＝ボープレ

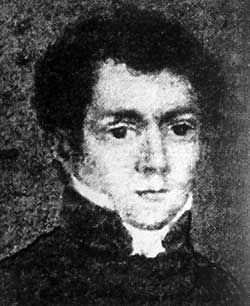
Charles Gaudichaud-Beaupré

シャルル・ゴーディショー＝ボープレ（Charles Gaudichaud-Beaupré、1789年9月4日 - 1854年1月16日）はフランスの植物学者である。1817年に出発したルイ・ド・フレシネの世界周航探検航海などに植物学者として参加した。

## 生涯
アングレームに生まれた。コニャックやパリで化学、薬理学を学んだ。コニャックで化学研究室で働いた後、自然史博物館の植物学者の招きで、パリに出た。1811年から1814年の間、アントウェルペンの海軍の医学校で学んだ
博物学者、Jean René Constant Quoyらとともに、フレシネの航海に参加する植物学者に選ばれた。フレシネはユラニー号（l’Uranie）とフィジシエンヌ号（Physicienne）を率い、3年間、オーストラリア、マリアナ諸島、ハワイ諸島や、その他の太平洋諸島、南アメリカなどを周航して帰国した。ゴーディショー＝ボープレは帰国の途中にフォークランド諸島で、ユラニー号が難破した時、貴重な収集物と記録を救うために貢献した。
1830年から1832年の間にエルミニー号（l'Herminie）に乗って、ブラジル、チリ、ペルーを訪れ、南アメリカの探検旅行を行った。1836年から1837年の間にも、オーギュスト・ニコラ・ヴァイヤン（Auguste Nicolas Vaillant）に率いられたボニット号（Bonite）の世界周航探検航海にも参加した。
1841年には、シダ植物、単子葉植物などの茎の短い植物では茎は葉の基部の集まりと解するフィトン説を提唱。
キントラノオ科の属、ガウディカウディア属（Gaudichaudia)などに献名されている。

## 著作
- Voyage autour du monde exécuté pendant les années 1836 et 1837 sur la corvette La Bonite commandée par Vaillant... Histoire naturelle. Botanique Arthus-Bertrand, Paris, 1844-1846) : Scan-Book.
- Voyage autour du monde... exécuté sur les corvettes de S. M., ″l'Uranie″ et ″la Physicienne″, pendant les années 1817, 1818, 1819 et 1820, publié... par M. Louis de Freycinet,... Botanique, par M. Charles Gaudichaud 、Christiaan Hendrik Persoon、Jakob Georg Agardh　et Schewaegrichenと共著 (Pillet aîné, Paris, 1826) : Scan-Book.
- Recherches générales sur l'organographie, la physiologie et l'organogénie des végétaux (Imprimerie Royale, Paris, 1841).